# 山虎关水库
山虎关水库是中国重庆市武隆县境内的一座水库，位于乌江小支流肖家河上，建于1979年。水库正常库容为852万立方米，集雨面积为34平方千米，海拔为139.8米。